# ソン・ハンビン
ソン・ハンビン（朝: 성한빈、漢: 成韓彬、2001年6月13日 - ）は韓国の歌手、元ダンサー。韓国の9人組ボーイズ・グループ「ZEROBASEONE」のリーダー。本名同じ。STUDIO GL1DE、WAKEONE所属。

## 来歴

### デビュー前
2001年6月13日、忠清南道にて誕生する。幼い頃は心理カウンセラーや小学校の教師を目指していた。
CUBEエンターテインメントにて練習生生活を送っていたことがあり、同じグループのメンバーであるソク・マシューと同期であった。CUBEを退社してからはバックダンサーとして2年間ほど活動を行い、ラビが代表を務める「STUDIO GL1DE」に異動した。
バックダンサー期はワッキングとタッティングを主なジャンルとしており、タッティングダンサーであるSPELLAが指導していたダンスクルーに唯一男性として所属していた経歴がある。

### デビュー後
2023年2月2日〜、「BOYS PLANET」に出演。シグナルソングではKグループでのセンターを担い、番組中全ての順位発表式にて1位を獲得。最終回の放送にて2位でデビューメンバー入りを果たした。 
5月11日、YouTubeのショートにてグループのリーダーに抜擢された事を発表。
7月10日、ZEROBASEONEとして「YOUTH IN THE SHADE」にてデビュー。初動売り上げはデビューアルバムとして初めて100万枚以上の売り上げを記録した。
9月7日〜、Mnet「M COUNTDOWN」の固定MCに抜擢。

## 人物
O型。身長は179.9cm。ロールモデルはNCTのジェヒョンとユ・ジェソク。母親は京畿道平沢市にてカフェ経営を行っており、妹はスポーツクライミング国家代表選手のソン・ハンアルムである。バリスタの資格を所有している。鎖骨に天気のタトゥー、右腕の内側にレタリングのタトゥーがある

## 作品

### OST
- Luv Luv Luv（無駄なウソ OST Part.5、2023年8月29日）[注 1]

### 参加作品
- Here I Am（Here I Am、2023年1月5日）
- Say My Name（ARTIST BATTLE、2023年4月6日）[注 2]
- Hot Summer（FINAL TOP9 BATTLE、2023年4月21日）

## 出演

### 番組
※レギュラー出演のみ
- BOYS PLANET（2023年）
- M COUNTDOWN（2023年9月 - ）[注 3]

### イベント
- GUCCI 2023 F/Wメンズコレクション（2023年7月6日）[17]